# Sakari Ilmanen
Sakari Johannes Ilmanen (* 3. November 1880 in Loppi; † 16. Februar 1968 in Helsinki) war ein finnischer Eiskunstläufer, der im Einzellauf startete.
Ilmanen wurde im Jahr 1908 der erste finnische Meister im Eiskunstlaufen der Herren. Insgesamt brachte er es auf sechs nationale Titel. Seine einzige Weltmeisterschaftsteilnahme hatte er 1914 bei der letzten Weltmeisterschaft vor dem Ersten Weltkrieg. Er musste dabei zurückziehen. Nach der weltkriegsbedingten Pause trat er international noch zweimal in Erscheinung. Bei den Olympischen Spielen 1920 in Antwerpen belegte er den fünften Platz und bei der Europameisterschaft 1922 wurde er Sechster. 

## Ergebnisse
| Wettbewerb / Jahr     | 1914 | 1920 | 1921 | 1922 |
| --------------------- | ---- | ---- | ---- | ---- |
| Olympische Spiele     |      | 5.   |      |      |
| Weltmeisterschaften   | Z    |      |      |      |
| Europameisterschaften |      |      |      | 6.   |

- Z = Zurückgezogen